# Нємчинов Сергій Львович
Сергій Львович Нємчинов (рос. Сергей Львович Немчинов; нар. 14 січня 1964, Москва, Московська область, СРСР) — радянський і російський хокеїст, нападник. Заслужений майстер спорту СРСР (1990).

## Біографія

### Кар'єра гравця
Вихованець московського клубу «Крила Рад». Виступав за «Крила Рад», ЦСКА, «Локомотив» (Ярославль).
Увійшов до команди «Усіх зірок» на Кубок Шпенглера 1987.
Зіграв 51 матч за збірну СРСР в яких закинув 22 шайби, за збірну Росії провів 17 матчів, закинув 2 шайби. Срібний призер Олімпійських Ігор 1998 року. Чемпіон світу 1989, 1990 років. Бронзовий призер чемпіонату світу 1991.
Провів 11 сезонів у НХЛ. Дворазовий володар Кубка Стенлі (Нью-Йорк Рейнджерс, 1994 і Нью-Джерсі Девілс‎‎, 2000). В чемпіонатах НХЛ — 761 матч, 152 шайби, в Кубку Стенлі — 105 матчів, 11 шайб. Чемпіон СРСР 1985 року в складі ЦСКА. Дворазовий чемпіон Росії у складі ярославського «Локомотива».
Завершив кар'єру в 2004 році.

### Кар'єра тренера
У 2008-09 працював головним тренером молодіжної збірної Росії. У 2007 році був у тренерському штабі збірної Росії. У 2009–2011 роках очолював ХК ЦСКА.
Під час візиту в Туркменістан Сергій Немчинов провів інтенсивні тренування з національною збірною Туркменістану. Згодом він увійшов до тренерського складу штабу національної збірної Туркменістану і вже склав план підготовки туркменських хокеїстів до III дивізіону Чемпіонату світу з хоккею 2020 року.